# Йорк, Герберт
Герберт Йорк (англ. Herbert Frank York, 1921—2009) — американский физик-ядерщик, принимавший участие в создании атомной бомбы.

## Биография
Родился 24 ноября 1921 года в Рочестере.
Во время Второй мировой войны работал в Радиационной лаборатории Калифорнийского университета в Беркли. Затем работал в составе группы ученых над проектом «Манхэттен», занимавшийся разработкой атомной бомбы.
В 1952—1958 годах возглавлял Ливерморскую лабораторию Лоуренса и фактически руководил созданием водородной бомбы. Основатель Калифорнийского университета в Сан-Диего (ректор в 1961—1964 и 1970—1972). Профессор  физики в Калифорнийском университете в Беркли. В 1983 году он основал Институт глобальной конфликтологии и сотрудничества для разработки ненасильственных решений международных проблем. В 1970-х и начале 1980-х годах был участником переговоров с Советским Союзом об ограничении испытаний ядерного оружия в качестве советника нескольких президентов США.
Умер 19 мая 2009 года от лейкемии в Сан-Диего.

## Награды
- Премия Эрнеста Лоуренса (1962)
- Стипендия Гуггенхайма (1972)[1]
- Мессенджеровские лекции (1984)
- Премия Лео Силарда (1994)
- Премия Энрико Ферми (2000)

## Публикации
- Arms Control (Readings from Scientific American; W.H. Freeman, 1973)
- The Advisors: Oppenheimer, Teller and the Superbomb (W.H. Freeman, 1976)
- Making Weapons, Talking Peace: A Physicist's Journey from Hiroshima to Geneva (Harper & Row, 1987)
- A Shield in Space? Technology, Politics and the Strategic Defense Initiative (U.C. Press, 1988, with Sanford Lakoff)
- Arms and the Physicist (American Physical Society, 1994)